# Mount Dal’nyy
Mount Dal’nyy (englisch; russisch Гора Дальняя Gora Dalnaja, deutsch ‚Entfernter Berg‘) ist ein Berg im ostantarktischen Enderbyland. In den Tula Mountains ragt er 9 km ostnordöstlich des Mount Selwood auf.
Luftaufnahmen entstanden 1957 und 1958 bei Kampagnen der Australian National Antarctic Research Expeditions. Wissenschaftler einer sowjetischen Antarktisexpedition fotografierten ihn 1962 erneut und gaben ihm seinen Namen. Das Antarctic Names Committee of Australia übertrug diese Benennung ins Englische.